# 자유시 참변
자유시 참변(自由市慘變)은 1921년 6월 28일 극동 공화국(현재의 러시아 아무르주) 내 스보보드니(러시아어로 "자유로운"이라는 뜻을 갖고 있는데, 이 곳에 살던 한국인들은 '자유시'(自由市)라고 의역)에서 붉은 군대의 통수권 접수를 거부한 한인 망명 독립군들이 포위 진압된 사건이다. 자유시 사변(自由市事變), 흑하사변(黑河事變)으로도 불린다.

## 배경

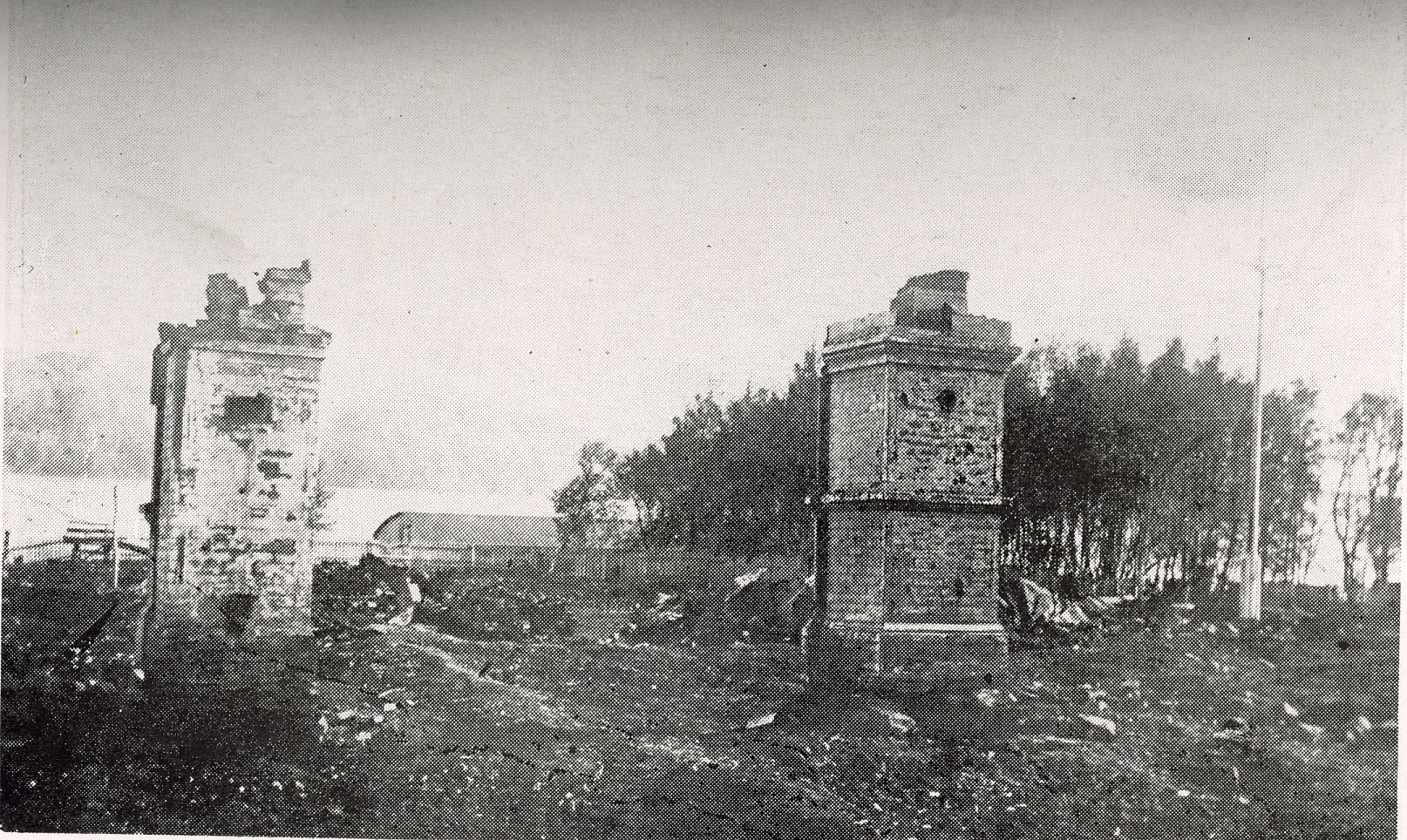
니콜라옙스크 사건으로 불타서 내려앉은 니콜라옙스크 일본영사관 1920년 6월

당시 러시아는 러시아 내전 중이었다. 레닌의 볼셰비키를 중심으로 한 적군(赤軍)과 군주제, 자본주의, 반공산주의 세력을 중심으로 한 백군(白軍)이 대립하고 있었다. 그래서 러시아 내전을 적백내전이라고도 부른다.

시베리아에서도 적군과 백군의 대립은 이어졌다. 또한 러시아 흑룡주정부가 독립하여 극동공화국이 되었고, 이 공화국은 볼셰비키 세력의 조종을 받고 있었다. 여기에 체코슬로바키아 군단의 반란, 외국군의 무력간섭이 겹치면서 연해주는 혼란스러운 상황이었다. 일본군은 백군을 지원하고 있었다. 백군을 지원한다는 명목 아래 1918년 4월에 일본은 시베리아로 출병했고 백군을 지원하면서 연해주에서 독립무장투쟁을 하는 공산주의 계열 한인무장부대를 소탕하고자 했다.
이에 공산주의 독립군은 적군(赤軍)에 협조했다. 1920년 3월 12일에는 니콜라옙스크 사건으로 독립군과 적군이 연합하여 일본군과 백군을 격퇴시켰다. 일본군은 1920년 4월 4~5일 야간에 블라디보스토크의 모든 볼셰비키 기관과 신한촌을 비롯한 한인 밀집지대를 습격했다. 이 사건으로 블라디보스토크의 볼셰비키 기관과 적군이 일본군을 피해 북방으로 후퇴함에 따라 연해주의 한인 무장부대도 근거지를 옮길 수 밖에 없었다.
이들은 볼셰비키 세력이 강성한 극동공화국의 자유시로 향했다. 그곳에는 극동공화국 소속 오하묵의 자유대대가 있었기 때문이다. 공산주의 한인무장부대들은 자유시로 속속 집결하기 시작했다. 연해주 한인무장부대는 이만군대, 다반군대 등이 대표적이었다. 이만군대는 사령관 김표돌, 부사령관 박개서와 김덕보로 이루어져 있었고, 다반군대는 사령관 최니콜라이가 이끌고 있었다.

## 한인 무장 독립군의 구성

### 민족주의 계열
주로 서간도와 북간도 지방의 남만주에서 활동하던 한인 무장 독립군을 지칭한다. 사상과 종교(대종교, 천도교, 기독교, 천주교, 불교)가 다양했지만 민족의 해방이라는 기치 아래 모인 이들이었다.

#### 민족주의 계열의 상황

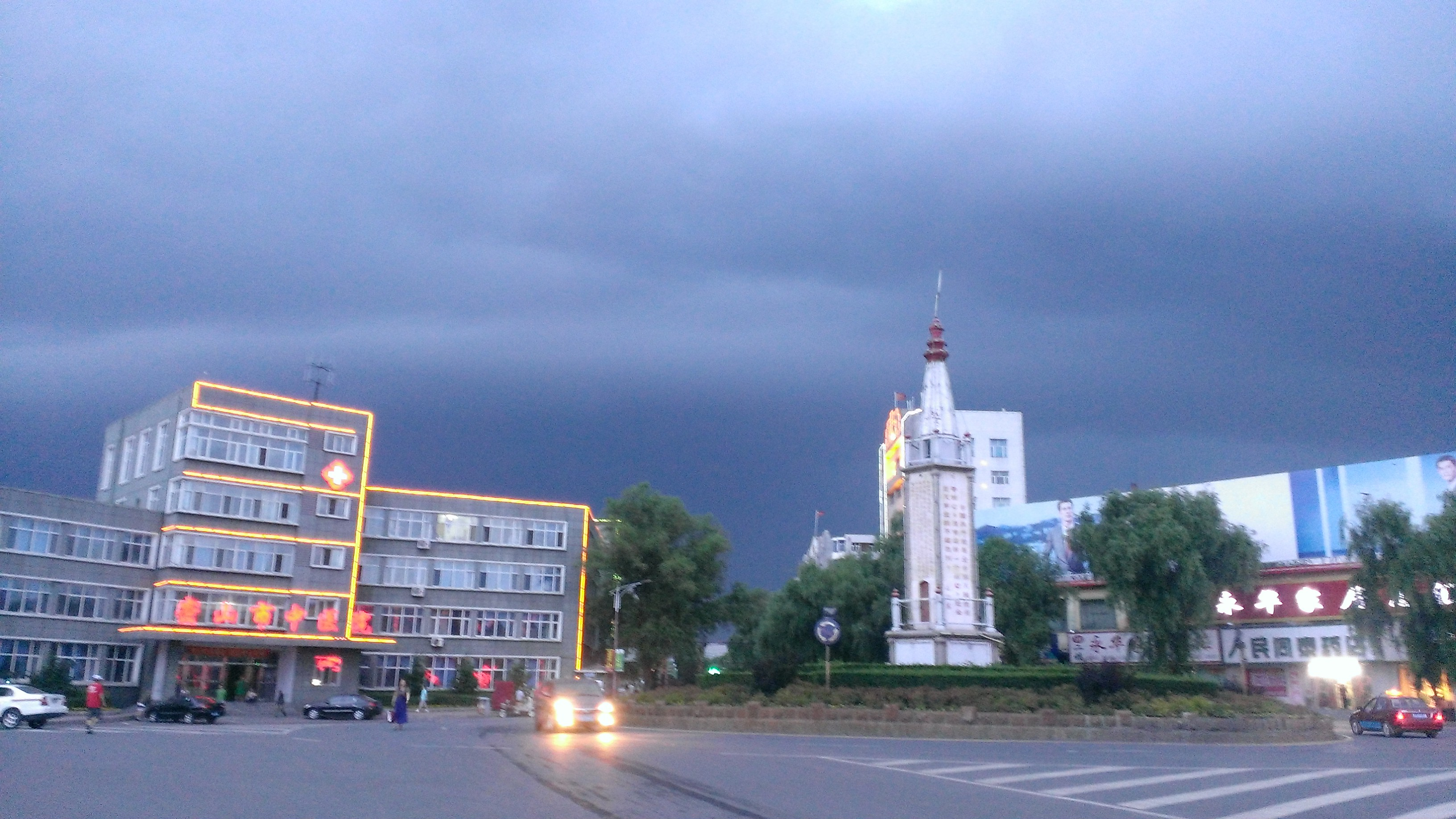
2014년 중국 흑룡강성의 밀산(密山)

1920년 일본군은 봉오동 전투, 청산리 전투 등에서 독립군에게 참패를 당했다. 이후 독립군 토벌작전을 대대적으로 단행했지만 성과가 없자 민간인과 군인을 구별하지 않고 한국인 수만 명을 학살하는 간도 참변을 일으켰다. 이로써 서간도, 북간도 등 만주에서 활동하던 김좌진의 북로군정서 등의 간도 한인무장부대들이 큰 피해를 입었다. 이후 활로를 모색하기 위해 북쪽 러시아와 만주의 국경 지역인 흑룡강성 밀산시(密山市)에 모였다.
이곳에 모인 독립군 10개 부대를 통합 및 재편성하여 대한독립군단을 조직하였다. 대한독립군단에 통합된 조직은 다음과 같다.
- 북로군정서(北路軍政署) : 1919년 만주 북간도에서 조직. 대한독립군단의 주도 조직. 대종교 계열. 총재 서일(徐一). 총사령관 김좌진(金佐鎭). 사단장 김규식(金奎植).
- 대한신민회(大韓新民會) : 1919년 러시아 블라디보스토크에서 조직. 기독교 감리교 계열. 단장 김규면(金圭冕).
- 대한국민회(大韓國民會) : 1919년 평안남도 평양에서 조직. 개신교 계열. 구춘선(具春先).
- 혼춘대한국민회(琿春大韓國民會) : 1919년 만주 혼춘에서 조직. 회장 이명순(李明淳).
- 군무도독부(軍務都督府): 1919년 만주 왕청현(汪淸縣) 봉의동(鳳義洞)에서 조직. 사령관 최진동(崔振東).
- 의군부(義軍府) : 1919년 만주 연길현(延吉縣) 명월구(明月溝)에서 조직. 총재 이범윤(李範允).
- 혈성단(血誠團) : 1919년 경상남도 진주에서 조직. 단장 김국초(金國礎).
- 야단(野團) : 1919년 만주 길림(吉林)에서 조직. 동학의 한 교파인 청림교(靑林敎) 계열. 단장은 신포(申砲)로 일명 아소래(我笑來)로 불림.[5]
- 대한정의군정사(大韓正義軍政司) : 1919년 만주 안도현(安圖縣) 내도산(內島山)에서 조직. 총재 이규(李圭).

이상 10개 부대 외,
- 대한신민단(大韓新民團)은 대한독립군단 결성을 위해 12월 밀산(密山)에 대한신민회의 대표로 김성배(金聖培)를 파견했으나 성과가 없었다.[6]

대한독립군단의 총재는 서일(徐一), 부총재는 홍범도(洪範圖), 고문은 백순(白純)과 김호익(金虎翼), 외교부장은 최진동(崔振東), 참모부장은 김좌진(金佐鎭), 참모는 이장녕(李章寧)과 나중소(羅仲昭), 군사고문은 지청천(池靑天)이었다.
군단 휘하에 상급부대로 여단을 두고, 제1여단에는 여단장 김규식(金奎植)과 참모 박영희(朴寧熙), 제2여단에는 여단장 안무(安武)와 참모 이단승(李檀承), 제2여단 기병대에는 기병대장 강필립과 중대장 김창환(金昌煥), 오광선(吳光鮮), 조동식(趙東植) 등을 선임하였다.
여단 아래에 3개 대대, 9개 중대 27개, 소대가 편성되어 있었으며, 총병력은 3,500여 명으로 대규모 병력이 되었다. 그러자 역설적으로 대한독립군단은 대병력을 유지하기 위해 무장과 피복, 군량 등 여러 지원이 더욱 절실해졌다.

### 사회주의(공산주의) 계열
러시아에서 블라디미르 레닌이 사회주의 볼셰비키 혁명을 성공시켰다. 레닌 사회주의는 공동 생산, 공동 분배가 되는 체제를 지향했기에 공산주의라고도 부른다. 러시아 혁명을 이룩한 레닌의 공산당이 볼셰비키이고, 레닌주의 국제 공산당 연합이 코민테른이다. 이에 영향을 받은 한인들이 공산당 조직을 결성한다. 크게 두 개의 파로 나뉘어 경쟁했다.

#### 공산주의 계열의 상황

##### 고려공산당(상하이파)

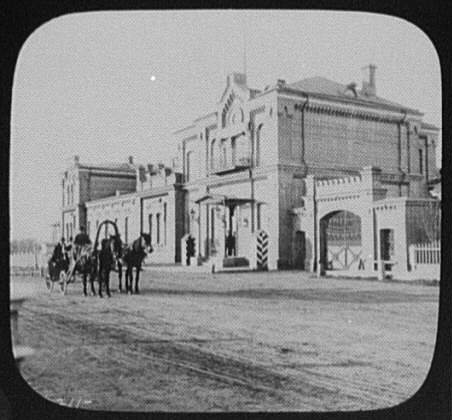
1895년 러시아 하바로프스크(Khabarovsk)의 동부 시베리아 총독 관저

1918년 5월 하바롭스크에서 이동휘·박애(朴愛)·전일(全一) 등이 중심이 되어 한인사회당을 만들었다. 볼셰비키의 원동인민위원회 의장 크라스토체코프의 지원을 받았다. 그리하여 한인 공산주의 단체중에서 유일하게 코민테른의 인정을 받은 조직이 되었다.
정통 공산주의라기 보다는 민족해방을 위해 공산주의를 이용하는 편의적 공산주의였기에 상하이 임시정부에도 참여했다. 하지만 상하이 임시정부와 노선차이로 떨어져 나와 1921년 5월 고려공산당으로 개명했다. 그래서 상하이파라고 불렸다.
대표적인 무장 부대는 이항부대와 다반군대이다.
- 일리아 박의 이항부대 : 니콜라옙스크항을 근거지로 해서 붙은 이름.
- 최니콜라이의 다반군대 : 하바롭스크 한인 마을인 다반에서 구성되어 따온 이름.

##### 고려공산당(이르쿠츠크파)

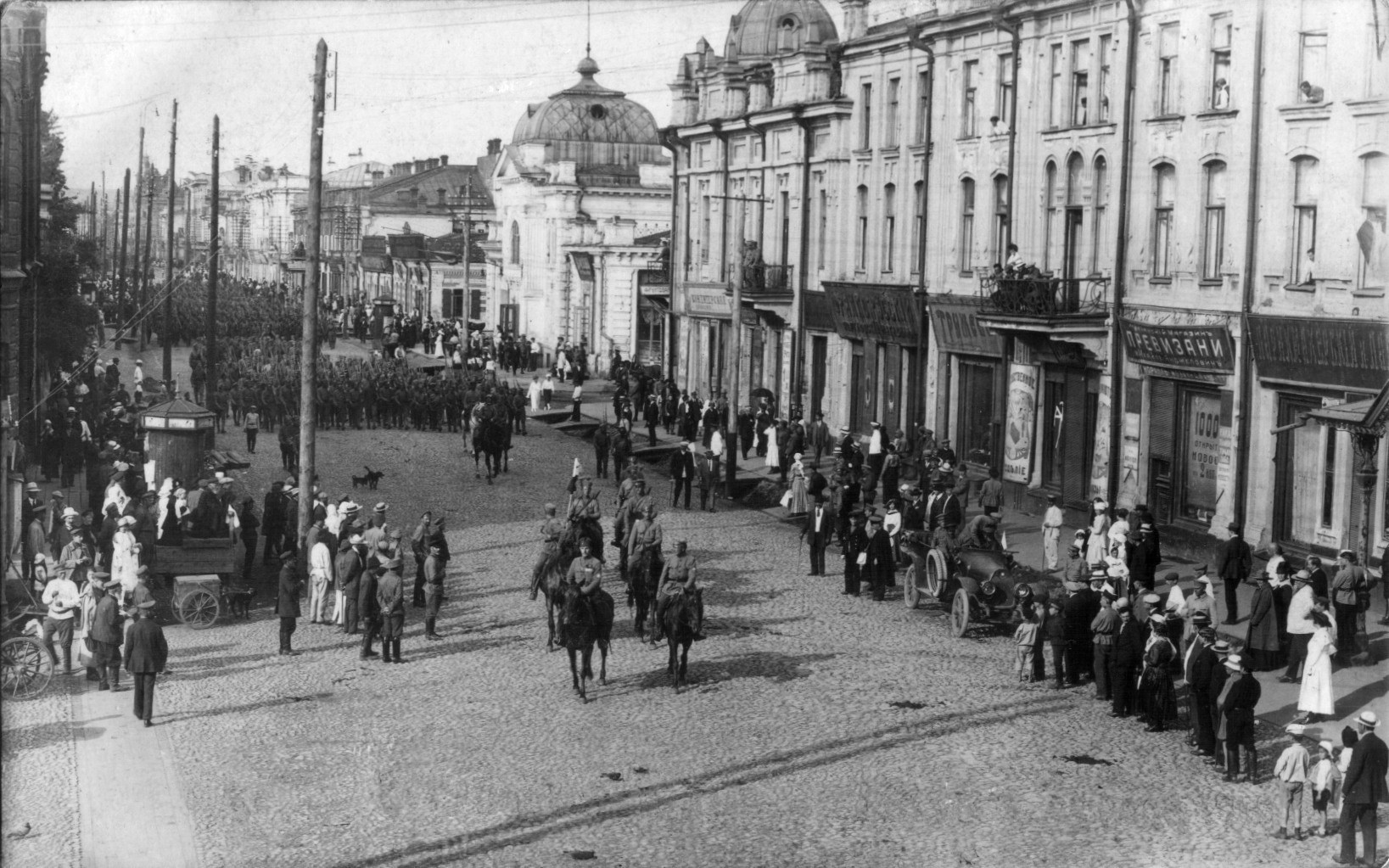
1918년의 이르쿠츠크(Irkutsk)] 시가지 모습

1919년 9월 이르쿠츠크에서 김철훈(金哲勳)·오하묵 등이 중심이 되어 전로한인공산당(全露韓人共産黨)을 만들었다. 스미야스키(Борис Захарович Шумяцкий)의 지원을 받았다. 이들은 볼셰비키의 한인지부가 되었다. 그리고 볼셰비키 시베리아국 동방민족부 산하 고려부에서 한인 사회주의 운동을 총괄하게 되면서 이르쿠츠크가 한인 공산주의 운동의 중심이 되었다. 1921년 5월 이들도 상하이파와 똑같이 고려공산당으로 개명하였다. 그래서 이르쿠츠크파로 불렸다.
대표적인 무장 부대는 자유대대이다.
- 오하묵의 자유대대 : 한인 빨치산 부대가 극동공화국 소속 특한인보병대대가 되었다. 오하묵이 대장이었고 주둔지가 자유시였기에 자유대대라고 불렀다.

#### 사회주의(공산주의) 계열의 갈등
볼셰비키는 상하이파와 이르쿠츠크파 중 누구의 손도 확실하게 들어주지 않는 애매한 태도를 보였다. 그랬기에 고려공산당의 상하이파와 이르쿠츠크파는 서로 대립하면서 코민테른으로부터 정통성을 인정받기 위해 경쟁했다.

## 대한독립군단의 자유시 합류
대한독립군단의 이동은 상하이 대한민국 임시정부와 러시아 볼셰비키 혁명 정부간 밀약에 따라 보급을 받기 위해 이동하기 시작했다.
코민테른은 약소민족의 독립을 위해 지원을 아끼지 않는다고 밝히고 있었다. 지원이 필요했던 대한독립군단은 흑룡강주 밀산에서 겨울을 나고는 러시아-만주 국경을 넘어 시베리아의 자유시로 향했다. 이때 북로군정서의 김좌진이 자유시 합류를 반대했다. 공산주의자들을 믿을 수 없으므로 다시 간도로 돌아가자고 주장했다.

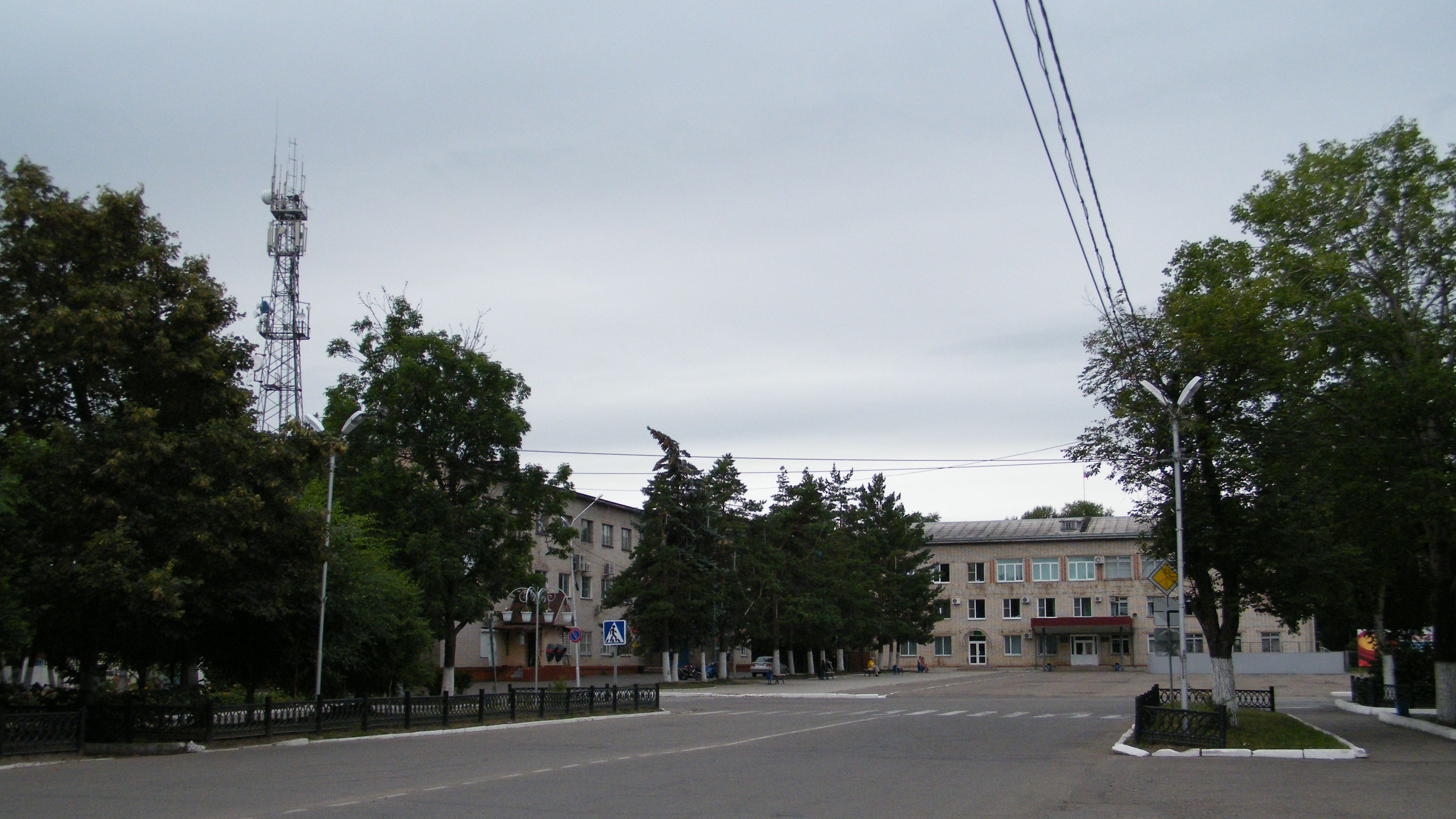
2012년 달네레첸스크(Dalnerechensk) 시청의 모습

볼셰비키의 적군은 대한독립군단을 흡수하여 백군과의 내전에 투입할 계획이었다. 하지만 대한독립군단은 지원이 절실했기에 계속 진군했다. 연해주와 흑룡강 일대에서 한인무장부대로 활동하던 문창범, 한창해의 도움으로 대한독립군단은 만주-러시아 국경 하천인 우수리강을 넘어 안전지대인 연해주 이만(Iman : 현재 러시아의 달네레첸스크(Dalnerechensk))에 집결하였다.
극동공화국 소속 자유대대의 오하묵은 자유시에 대한독립군단을 위한 군대주둔지를 마련할테니 이곳으로 집결하기를 권했다. 이에 1921년 1월 중순부터 3월 중순에 걸쳐 대한독립군단 소속 한인무장부대들은 자유시에 집결하기 시작했다.
자유시에 모인 한인무장부대를 살펴보면, 우선은 간도지역의 독립군부대가 주축인 대한독립군단은 최진동 등의 총군부, 안무 등의 국민회군, 홍범도 등의 독립군, 서일 등의 서로군정서가 있었다. 다음은 러시아 지역의 연해주 한인무장부대들로는 김표돌의 이만군, 최니콜라이의 다반군, 박일리아의 이항군, 오항묵의 자유대대, 박그리골리의 독립단군 등이 있었다.
대한독립군단이 자유시에 집결한 궁극적 목적은, 분산돼 있던 독립군 부대들이 힘을 합쳐 단일한 조직 아래 대일항전을 전개하려는 것이었고, 적군(赤軍)을 도와 일본군을 몰아냄으로써 자치를 보장받으려는 의도도 있었다.

## 통수권 갈등

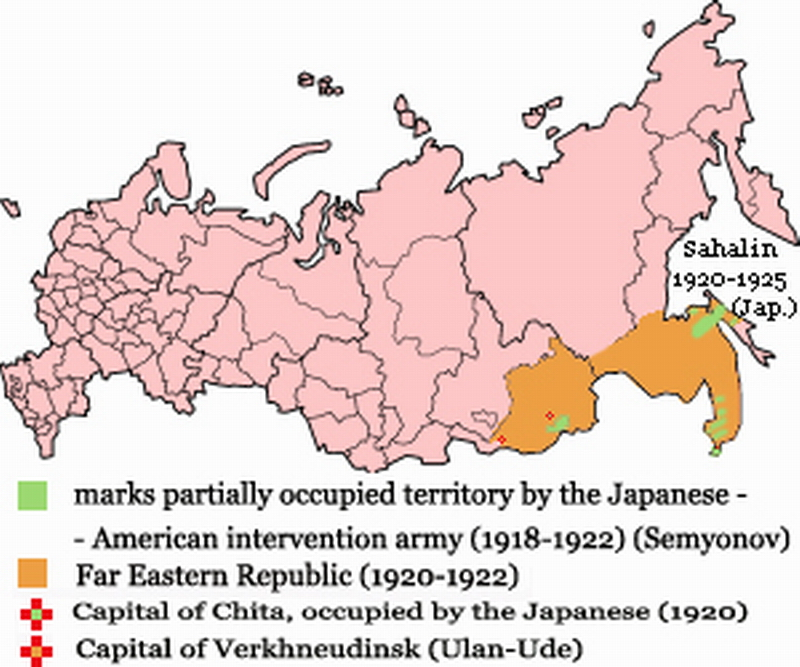
1920년대 초 극동공화국의 영토

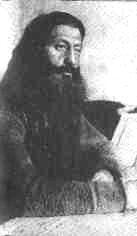
네스토르 알렉산드로비치 칼란다리쉬빌리(Каландаришвили, Нестор Александрович)의 사진

자유시에 모인 한인 무장 군대는 크게 민족주의 계열의 대한독립군단과 공산주의 계열의 연해주 및 시베리아 한인 무장 세력이었다. 공산주의 계열의 무장 세력은 2개로 나누어져 한인 연합부대의 통수권을 서로 차지하려고 경쟁하고 있었다.
고려공산당 상하이파는 일리아 박의 이항군대로 대표되고, 고려공산당 이르쿠츠크파는 오하묵의 자유대대로 대표됐다. 우리나라의 임시정부가 대한민국 임시정부로 통합되기 전에는 연해주의 대한국민의회, 서울의 한성정부, 상하이의 임시정부까지 총 3개가 있었다. 상하이파는 상하이 임시정부를 지지했고, 이르쿠츠크파는 연해주 대한국민의회를 지지했다.
자유시는 극동공화국 땅이었고, 자유대대는 극동공화국 소속 부대였기에 한인 무장 부대는 이르쿠츠크파의 자유대대에 편입이 되어야만 했다. 이때 상하이파 박일리아의 이항군대가 자유대대 편입을 거부하고 이를 극동공화국 한인부에 알렸다. 당시 극동공화국 한인부는 상하이파 인물들이 장악하고 있었다. 이들은 대한국민의회나 자유대대와 협의 없이 일방적으로 박창은, 그리고 리예프를 파견하여 극동공화국과의 협의하에 주도권을 차지하려 하였다. 일리아 박의 이항군대를 사할린의용대(대한의용군)로 만들어 모든 한인 무장부대를 이 밑에 두려 했다.
하지만 1921년 2월 중순 자유시에 도착한 박창은 일행은 총사령관으로서의 지휘권을 행사하려 하다가 실패하고 총사령관직을 사임했고, 한인부는 그리고리예프를 연대장, 일리아 박를 군정위원장으로 임명하였다. 두 사람은 즉시 군대관리에 착수했다. 일리아 박은 자유대대에 편입되었던 이항군대와 다반군대를 마사노프로 이동시켰다. 그리고 간도에서 온 독립군이 주축이던 대한독립군단도 자유시에서 강제로 내보냈다. 이때 자유대대는 끝까지 불응하여 장교들이 체포되었고, 이항군대와 다반군대에 의해 무장해제되었다. 자유대대는 극동공화국의 지방수비대로 격하되어 강제로 편입되었다. 이렇게 자유시에 집결한 한인 독립군 부대에 대한 통수권은 상해파와 일리아 박이 가지게 되었다.
그러자 자유대대를 이끌었던 오하묵도 가만히 있을 수 없었다. 그는 이르쿠츠크에 있는 코민테른(제3인터내셔널) 동양비서부에 가서 한인무장부대의 통수권을 자기들이 가질 수 있도록 교섭했다. 코민테른은 극동공화국을 조종하고 있었기에 충분한 힘이 있었다. 코민테른 동양비서부는 이르쿠츠크파와 오하묵의 손을 들어주었다. 동양비서부는 임시고려혁명군정의회를 조직하고 총사령관에 네스토르 알렉산드로비치 칼란다리쉬빌리, 부사령관에는 오하묵, 군정위원으로는 김하석, 채성룡을 임명하였다.
1921년 6월 2일 소련적군은 독립군의 무장해제를 요구하였는데, 이는 우리 독립군이 소련 공산당을 위하여 싸워달라는 요구를 거절했기 때문이다. 소련 공산당을 위해 싸우라는 요구에 독립군은 항의하였으나 그들은 이미 독립군을 2중-3중으로 포위하여 무조건 수락을 강요하고 있었다.
이 때 소련군 배후에서 고려공산당(이르크츠크파)이 일을 꾸미고 있었으며, 김좌진은 소련 공산당의 이상한 눈치를 간파하고 극비리에 부하를 거느리고 아무르강(흑룡강)을 건너 중국 만주지방으로 돌아왔다.
일리아 박 등은 이에 맞서 한인군사위원회(전한군사위원회)를 조직하고 극동공화국 정부의 지원을 받으려 했으나 실패했다. 6월 6일 자유시에 도착한 칼란다리쉬빌리는 7일 자유시에 있는 전부대를 소집하여 자신이 고려혁명군정의회 총사령관임을 선포했다. 8일 일리아 박에게 군대를 인솔하고 자유시로 들어오라고 명령했다. 일리아 박은 이를 거부했다. 하지만 대한독립군의 홍범도와 안무의 군대는 명령에 따라 자유시로 들어갔다. 그러나 일리아 박은 임시고려혁명군정의회에 계속 반항했다.
1921년 6월 27일 오후 11시 사할린의용대(대한의용군)의 연대장 그리고리예프까지도 칼란다리쉬빌리에게 투항했다. 칼란다리쉬빌리는 사할린의용대(대한의용군)의 무장해제를 단행하기로 결정했다. 사할린의용대(대한의용군)에는 상하이파 뿐만 아니라 간도에서 온 대한독립군 부대도 함께 있었다.

## 비극
6월 28일 자유시수비대 제29연대에서 파견된 군대가 사할린의용대(대한의용군)에 접근했고, 이후 제29연대 대장은 사할린의용대(대한의용군) 본부에 들어가 복종할 것을 종용했다. 사할린의용대(대한의용군)은 무장해제 명령에 불응했고, 자유시수비대 29연대는 공격명령을 내려 무장해제를 단행했다.
같은 날, 오후 4시 칼란다리쉬빌리가 이끄는 소련의 적군과 오하묵의 자유대대가 사할린의용대(대한의용군)와 대한독립군을 공격하기 시작했다. 기관총, 장갑차, 대포를 이용해 몰아부쳤다. 독립군 뒤쪽에는 강이 있어 도망가지 못해 피해를 더욱 키웠다.

### 사상자 자료
한편, 독립군의 사상자 자료는 피해자측과 가해자측이 크게 차이가 난다.
피해자 측인 사할린특립의용대의 주장에 따르면, 현장에서 사망 72명, 익사 37명, 기병의 추격을 받다가 산에서 사망 200여명, 행방불명 250명으로 총 600여명이 사망하고, 917명이 체포되었다고 한다.
가해자 측인 고려혁명군정의회는 사망 36명, 포로 864명, 질병으로 불참 19명, 도망한 30명, 행방불명 59명이라고 주장하였다.

## 결과
이르쿠츠파와 상하이파 간의 공산주의 권력다툼에 대한독립군이 막대한 피해를 입은 참변이었다.
이 사건으로 대한독립군단은 와해되었고, 대한독립군단을 조직했던 서일은 이 사건에 대해 책임을 지고 두 달 후 밀산에서 자살했다. 당시 이범석, 김홍일 등 일부 독립군은 러시아 이만으로 가지 않고 만주에 남아 있었고, 김좌진은 이만까지 갔다가 만주로 돌아왔기에 병력을 보존할 수 있었다.
칼란다리쉬빌리의 명령을 이행하여 자유시로 미리 들어왔던 홍범도와 지청천도 이르쿠츠크로 함께 이동하게 되었다.
홍범도와 같이 이르쿠츠크로 이동한 지청천은 그곳에서 오하묵 등과 함께 고려혁명군(1921.8)을 결성하고. 같은 해 10월 고려혁명군관학교 교장에 취임하였다. 1922년 4월경 소련 당국이 학교 교육방침을 문제삼아 지청천을 체포했으나, 지청천은 동년 7월 임시정부의 노력으로 석방되었다.
이후 고려공산당 상하이파와 고려공산당 이르쿠츠크파의 대립이 극심해졌고, 코민테른이 화해와 통합을 권유했으나 실패하자, 강제로 이들을 해체시킨 후 1922년 12월 극동총국 산하 꼬르뷰로를 설치하여 한인 공산주의 세력을 통일시켰다.

## 평가
자유시 참변으로 민족주의 독립군 거의 대부분이 공산주의인 이르쿠츠크파 및 상해파에 등을 돌렸다. 특히 김좌진이 이끄는 신민부는 이동휘가 가담하고 있는 적기단도 적대시하였다. 독립운동이 내외부적으로 험난한 과정을 거쳤다는 점을 단적으로 보여주는 생생한 예다.

### 역사 교과서의 설명
이 사건에 대해 대한민국 고등학교 국사교과서는 "적색군의 감언이설에 속아 자유시로 이동하였고, 적색군을 도와 내전에 참전하였다. 그러나 적색군은 내전에 승리한 후 독립군의 무장을 강제로 해제하려 하였고, 이에 저항하는 독립군을 공격함으로써 무수한 사상자를 낸 이른바 자유시 참변을 야기하였다."고 설명하였다.

## 연표
- 1917년 10월: 러시아의 10월 혁명으로 러시아 제국 멸망, 러시아 내전발생
- 1918년 7월: 일본군이 백군를 돕기 위해 시베리아 출동했지만 붉은 군대와 싸우던 미국과 체코슬로바키아, 그 외의 연합군이 철수함.
- 1918년 11월 11일: 독일의 항복으로 제1차 세계대전이 끝남
- 1919년 3월 1일: 3·1 운동 발생.
- 1920년 3월: 니콜라옙스크 사건발생, 러시아에서 철수하는 일본군이 남하하는 과정에서 만주에 있는 조선 항일 무력단체들을 토벌하기로 함
- 1920년 6월: 봉오동 전투 발생. 최진동 장군이 이끄는 북로독군부가 중국 지린성 허룽현 봉오동에서 일본군 제19사단과 싸워 크게 이김.
- 1920년 10월 21일: 김좌진 장군의 북로군정서군, 최진동 장군과 홍범도 장군이 이끄는 부대가 함께 청산리 전투에서 일본군을 크게 물리침.
- 1920년 10월 ~ 1921년 4월: 연이어 대패한 일본군은 만주에 있는 한국독립군을 완전히 소탕하기 위해 간도참변을 일으켰다.
- 1921년 1월: 일본군의 대대적 토벌로 인해 독립군은 전략상 노령(露領)으로 이동하게 되었는데, 이동중 밀산(密山)에서 독립군을 통합 재편성하여 새로운 대한독립군단을 탄생시킴. 병력은 약 3,500명 정도. 대한독립군단이 러시아 연해주 자유시로 진입. 분산된 모든 독립군들을 자유시로 불러모음.
- 1921년 1월~6월: 수많은 부대가 총집결한 대한독립군단 내부에 군권장악과 관련 권력투쟁이 발생함.
- 1921년 6월 28일 - 붉은 군대가 대한독립군단의 소수파인 공산주의자와 함께 대한독립군단을 공격함. 자유시 참변 발생. 분산되었던 조선의 독립군들이 모두 모여서 3500명의 대규모 부대를 이루어 놓은 것을 적군(赤軍)에 의해 사살, 부상당하거나 수용소로 끌려감. 탈출한 사람은 극히 드물었고, 연해주 지방의 조선독립군 세력은 모두 와해됨.

## 같이 보기
- 러시아 내전
- 일본의 시베리아 개입
- 니콜라옙스크 사건(1920.2)
- 고려공산당(1921.5)
- 고려혁명군(1921.8)
- 문창범
- 이동휘
- 김좌진 : 우수리강을 넘어 이만까지 갔다가 만주로 돌아왔기 때문에 참변을 겪지 않았다. 이후 반공주의자가 되었고, 무정부주의자와 연합했다.
- 홍범도 : 홍범도가 이끄는 대한독립군은 자유시 참변 이후 붉은 군대에 소속됨[15]
- 이우석
- 통화 사건

## 참고 자료
- 독립운동사편찬위원회, 《독립운동사 제5권 : 독립군전투사(상)》- 제8장 독립군의 수난과 이동 (독립유공자사업기금운용위원회, 1973)
- Bugay, Nikolai (1996). 《The Deportation of Peoples in the Soviet Union》. New York City: Nova Science Publishers. ISBN 9781560723714. OCLC 36402865.
- Chang, Jon K. (2018a). 《Burnt by the Sun: The Koreans of the Russian Far East》. Honolulu: University of Hawaii Press. ISBN 9780824876746. LCCN 2015046032.
- Kim, Y. (2019). Andante Cantabile. Retrieved from https://doi.org/10.14418/wes01.1.2099
- Martin, Terry (1998). “The Origins of Soviet Ethnic Cleansing” (PDF). 《The Journal of Modern History》 70 (4): 813–861. doi:10.1086/235168. JSTOR 10.1086/235168.
- Polian, Pavel (2004). 《Against Their Will: The History and Geography of Forced Migrations in the USSR》. Budapest; New York City: Central European University Press. ISBN 9789639241688. LCCN 2003019544.